# Chaetomium griseum
Chaetomium griseum är en svampart som först beskrevs av Berk. & Broome, och fick sitt nu gällande namn av Mordecai Cubitt Cooke 1873. Chaetomium griseum ingår i släktet Chaetomium och familjen Chaetomiaceae.   Inga underarter finns listade i Catalogue of Life.